# Corydalis popovii
Corydalis popovii är en vallmoväxtart som beskrevs av Sergej Arsenjevitj Nevskij och Mikhail Grigoríevič Popov. Corydalis popovii ingår i släktet nunneörter, och familjen vallmoväxter. Inga underarter finns listade i Catalogue of Life.